# 渡辺久義
渡辺 久義（わたなべ ひさよし、1934年2月 - ）は、日本の英文学者。京都大学名誉教授。創造デザイン学会代表。岐阜県生まれ。

## 経歴
1959年京都大学文学部英文科卒。1961年同大学院文学研究科修士課程修了。京大教養部助教授、京都大学総合人間学部教授、1997年定年退官、名誉教授、摂南大学教授。2003年退職。創造デザイン学会代表。
インテリジェント・デザインを信奉し、進化論が諸悪の根源だと主張している。

## 人物

### 統一教会との関係
- 渡辺は、2004年9月に設立された統一教会の関連団体「創造デザイン学会」の代表である[2][3]。

- 渡辺は統一教会の関連団体「世界平和教授アカデミー」の機関紙『世界平和研究』の編集委員だった[4][5]。
- 1996年8月、渡辺は統一教会の関連団体「世界日報社」から出版された『宗教と政治の接点: 宗教規制法案の衝撃』に寄稿した[6]。
- 1999年2月、渡辺は統一教会の関連団体「東西南北統一運動国民連合」が出版した『真の家庭主義の提唱: 日本再生への処方』を編著した[7]。
- 統一教会の関連団体「国際勝共連合」の機関紙『世界思想: 平和大使運動を推進するオピニオン情報誌』と同一の雑誌である『PAX』1999年3月号にインタビュー記事が掲載された[8]。
- 2002年5月、渡辺は「世界日報社」から著書を出版した[9]。
- 渡辺は『世界思想: 平和大使運動を推進するオピニオン情報誌』の2003年1月号から2008年12月号まで72回にわたって「人間原理の探求」という記事を連載した[10][11]。

- 2011年11月23日、京都大学の文化祭「11月祭」当日、渡辺が会場を押さえた京都大学の百周年時計台記念館国際交流ホールで、統一教会の関連団体「原理研究会」による「青少年教育講演会」が開催された[12]。
  - この青少年教育講演会は、青少年教育講演会実行委員会が主催し、原理研が後援していた。梶栗玄太郎・日本統一教会会長の次男であり、全国大学連合原理研究会会長の梶栗正建が、この講演会で講演した[12]。
  - 原理研究会は、1970年の第12回11月祭において、11月祭全学実行委員会や大学当局に無断で警官隊を学内に入構させまたこれについての自己批判を行わなかったため、以後、毎年追放決議が挙げられていて、2011年も実行委員会の許可は取られていなかった[12]。

- 2013年8月17日、渡辺は統一教会の関連団体「平和政策研究所」の公式サイトに寄稿した[13]。

## 著書
- 『ヘンリー・ジェイムズの言葉 文学の言語を支えるものについての試論』（北星堂書店 1978年）
- 『イェイツ』（あぽろん社 1982年）
- 『意識の再編 宗教・科学・芸術の統一理論を求めて』（勁草書房 1992年）
- 『善く生きる 「人間学」の基礎と倫理の根拠』（世界日報社 2002年）

共著
- 『ダーウィニズム150年の偽装 唯物論文化の崩壊と進行するID科学革命』原田正（アートヴィレッジ 2009年）

## 翻訳
- ジョナサン・ウエルズ『進化のイコン 破綻する「進化論」教育 生物教科書の絵は本物か?』（監訳 創造デザイン学会訳 コスモトゥーワン 2007年）
- ベンジャミン・ワイカー、ジョナサン・ウィット『意味に満ちた宇宙 芸術と科学が明らかにする自然の叡智』（原田正、高木哲一共訳 アートヴィレッジ 2008年）

## 論文
- Cinii

## 参考
- 「進化のイコン」訳者紹介